# Sol ardent
Sol ardent (títol original: Sunburn) és una pel·lícula estatunidenca dirigida per Richard C. Sarafian, estrenada el 1979. Ha estat doblada al català.

## Argument
Amb la col·laboració d'una seductora companya, un investigador d'assegurances intenta aclarir l'informe espinós d'un probable homicidi dissimulat.

## Repartiment
- Charles Grodin: Jake Dekker
- Farrah Fawcett: Ellie Morgan
- Art Carney: Marcus
- Robin Clarke: Karl Thoren
- Joan Collins: Nera Ortega
- Alejandro Rey: Alfonso Ortega
- John Hillerman: Milton Webb
- Joan Goodfellow: Joanna Thoren
- Jorge Luke: Vasquez
- William Daniels: Crawford
- Eleanor Parker: Sra. Thoren
- Keenan Wynn: Mark Elmes
- Joanna Rush: Mamie
- Seymour Cassel: Dobbs